# Colin Dagba
Colin Obasanya Dagba (ur. 9 września 1998 w Béthune) – francuski piłkarz benińskiego pochodzenia występujący na pozycji obrońcy we francuskim klubie Paris Saint-Germain oraz w reprezentacji Francji do lat 21. 

## Kariera klubowa
Wychowanek RC Lens, w trakcie swojej kariery grał też w US Boulogne z Championnat National.
3 lipca 2017 podpisał trzyletni kontrakt z Paris Saint-Germain, który występuje w Ligue 1.  6 lipca 2022 został wypożyczony do RC Strasbourg.

## Sukcesy

### Klubowe

#### Paris Saint-Germain F.C.
- Zwycięzca Ligue 1: 2018/2019[4], 2019/2020[5], 2021/2022[6]
- Zdobywca Pucharu Francji: 2019/2020[7], 2020/2021[8]
- Zdobywca Pucharu Ligi Francuskiej: 2019/2020[9]
- Zdobywca Superpucharu Francji: 2018[10], 2019[11], 2020
- Zdobywca drugiego miejsca Ligi Mistrzów UEFA: 2019/2020[12]